# 아마노하시다테

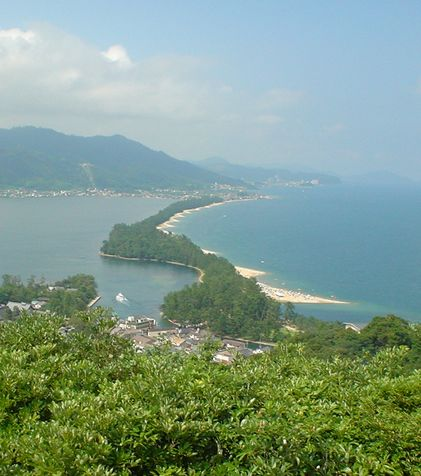
아마노하시다테 남쪽 모습

아마노하시다테(일본어: 天橋立)는 교토부 미야즈시의 미야즈만에 있는 명승지로 일본 3대 절경 중 하나이다.

## 개요
아마노하시다테는 약 7,000그루의 소나무가 숲을 이루고 있으며, 길이 3.2km, 폭 20m ~ 170m 정도의 사주이다. 이 사주가 미야즈 만으로부터 석호인 아소 해를 만들었다. 아소 해의 바닷물은 문슈노키리도 와 문슈노스이로를 통해 미야즈 만으로부터 바닷물이 드나든다. 일반적으로 아마노하시다테를 전망할 수 있는 가사마쓰 공원을 포함해서 아마노하시다테라고 부르는 경우도 있다.

## 가는 방법

### 철도
- 기타킨키 단고 철도 미야즈 선: 아마노하시다테 역

## 문제들

### 침식 문제
아마노하시다테는 1990년대부터 침식에 따른 축소와 소멸될지 모르는 위기에 빠져있다. 이것은 태평양 전쟁 후 하천에 댐 등이 만들어져 산지로부터 유입되는 토사의 양이 줄어, 퇴적과 침식작용의 균형이 무너졌기 때문이다. 이 이상 침식을 방지하기 위해서는 사주 위에 수직으로 된 소형 제방을 다수 설치하여야 한다. 그래야 제방에서 유출되는 토사를 막을 수 있다.

### 소나무 재선충 문제
소나무재선충 때문에 일시 송림이 없어질 위기가 있었지만, 해충구제를 한 뒤로 소강상태를 보이고 있다.

## 같이 보기
- 일본 3대 절경
  - 마쓰시마섬(미야기현)
  - 아마노하시다테(교토부)
  - 이쓰쿠시마섬(히로시마현)